# Gemiler
Gemiler (tur. Gemiler Adası) –  wyspa należąca do Turcji, leżąca na Morzu Śródziemnym na południe od miasta Fethiye w prowincji Muğla. Na wyspie znajdują się pozostałości kilku kościołów z IV-VI wieku. Istnieje przypuszczenie, że w jednym z nich było pierwotne miejsce pochówku św. Mikołaja.
Na wyspie znajdują się ruiny pięciu kościołów zbudowanych między IV a VI wiekiem naszej ery. Ponadto są tutaj pozostałości z tego samego okresu około czterdziestu innych budynków, ponad pięćdziesięciu grobów chrześcijańskich oraz drogi procesyjnej o długości około 350 metrów.
Wyspa może być miejscem pierwotnego grobu św. Mikołaja. Naukowcy uważają, że został on pochowany po śmierci, która nastąpiła podczas jego pobytu na wyspie, w kościele częściowo wykutym w skale w najwyższym punkcie wyspy. Jego relikwie pozostawały tam do lat pięćdziesiątych VII wieku, kiedy to wyspa została opuszczona w związku z zagrożeniem ze strony arabskiej floty, natomiast relikwie przeniesiono do miasta Myra oddalonego o około 40 km na wschód. Przez średniowiecznych marynarzy wyspa była nazywana Wyspą św. Mikołaja.
Obecnie wyspa jest niezamieszkana, stanowi natomiast atrakcję turystyczną.